# Slaterocoris bifidus
Slaterocoris bifidus är en insektsart som beskrevs av Knight 1970. Slaterocoris bifidus ingår i släktet Slaterocoris och familjen ängsskinnbaggar. Inga underarter finns listade i Catalogue of Life.